# Genexus
Genexus – dziewiąty album studyjny amerykańskiego zespołu muzycznego Fear Factory. Wydawnictwo ukazało się 7 sierpnia 2015 roku nakładem wytwórni muzycznej Nuclear Blast. W ramach promocji do pochodzących z płyty utworów „Soul Hacker” i „Protomech” zostały zrealizowane tzw. lyric video.
Nagrania zostały wyprodukowane przez gitarzystę Dino Cazaresa i wokalistę Burtona Bella oraz wieloletniego współpracownika Fear Factory Rhysa Fulbera. Był to pierwszy album formacji nagrany z perkusistą Mikiem Hellerem. Gościnnie na albumie wystąpił ponadto perkusista – Deen Castronovo, znany m.in. z występów w zespole Journey.
Album dotarł do 10. miejsca listy Billboard 200 w Stanach Zjednoczonych sprzedając się w nakładzie, niewiele ponad 10 tys. egzemplarzy w przeciągu tygodnia od dnia premiery.

## Lista utworów
Opracowano na podstawie materiału źródłowego.
| Nr  | Tytuł utworu                               | Długość |
| --- | ------------------------------------------ | ------- |
| 1.  | „Autonomous Combat System”                 | 05:28   |
| 2.  | „Anodized”                                 | 04:47   |
| 3.  | „Dielectric”                               | 04:19   |
| 4.  | „Soul Hacker” (gościnnie: Deen Castronovo) | 03:11   |
| 5.  | „Protomech”                                | 04:56   |
| 6.  | „Genexus”                                  | 04:48   |
| 7.  | „Church of Execution”                      | 03:21   |
| 8.  | „Regenerate”                               | 04:02   |
| 9.  | „Battle for Utopia”                        | 04:14   |
| 10. | „Expiration Date”                          | 08:48   |
|     |                                            | 47:54   |

| Edycja rozszerzona | Edycja rozszerzona                         | Edycja rozszerzona |
| Nr                 | Tytuł utworu                               | Długość            |
| ------------------ | ------------------------------------------ | ------------------ |
| 1.                 | „Autonomous Combat System”                 | 05:28              |
| 2.                 | „Anodized”                                 | 04:47              |
| 3.                 | „Dielectric”                               | 04:19              |
| 4.                 | „Soul Hacker” (gościnnie: Deen Castronovo) | 03:11              |
| 5.                 | „Protomech”                                | 04:56              |
| 6.                 | „Genexus”                                  | 04:48              |
| 7.                 | „Church of Execution”                      | 03:21              |
| 8.                 | „Regenerate”                               | 04:02              |
| 9.                 | „Battle for Utopia”                        | 04:14              |
| 10.                | „Expiration Date”                          | 08:48              |
| 11.                | „Mandatory Sacrifice (Genexus Remix)”      | 05:43              |
| 12.                | „Enhanced Reality”                         | 05:36              |
|                    |                                            | 59:13              |

## Twórcy
Opracowano na podstawie materiału źródłowego.
| Zespół Fear Factory w składzie - Dino Cazares – gitara elektryczna, gitara basowa, produkcja muzyczna - Burton Bell – wokal prowadzący, produkcja muzyczna - Mike Heller – perkusja |  | Inni - Giuseppe Bassi – instrumenty klawiszowe, programowanie, sample - Rhys Fulber – produkcja muzyczna, inżynieria dźwięku, instrumenty klawiszowe, programowanie, miksowanie, remiks (12) - Damien Rainaud – instrumenty klawiszowe, edycja cyfrowa, inżynieria dźwięku, przedprodukcja - Matt Jefferson, Geoff Bisente – inżynieria dźwięku, edycja cyfrowa - Mike Plotnikoff – inżynieria dźwięku - Deen Castronovo – perkusja - Mister Sam – melorecytacja - Laurent Tardy – fortepian - Al Jourgensen – remiks (11) - Andy Sneap – miksowanie, mastering - Jerry Salsman – obsługa techniczna perkusji - Anthony Clarkson – oprawa graficzna - Scott Koenig – management |

## Listy sprzedaży
| Lista                   | Kraj              | Pozycja |
| ----------------------- | ----------------- | ------- |
| Billboard 200           | Stany Zjednoczone | 37      |
| ARIA Charts             | Australia         | 15      |
| Suomen virallinen lista | Finlandia         | 25      |
| UK Albums Chart         | Wielka Brytania   | 31      |
| Media Control Charts    | Niemcy            | 17      |
| MegaCharts              | Holandia          | 34      |